# Grenzdenkmal Görsdorf

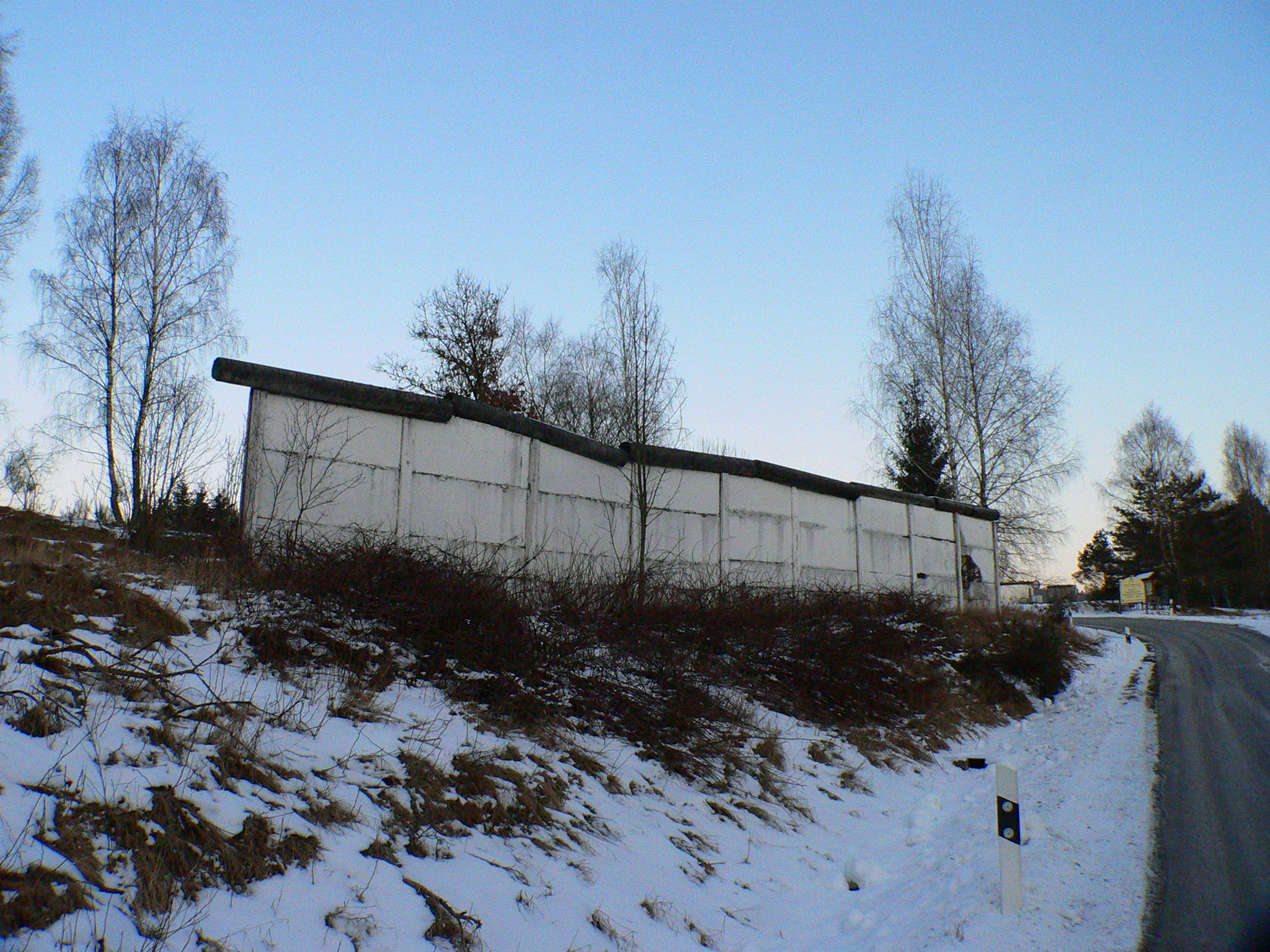
Ehemalige Grenzmauer

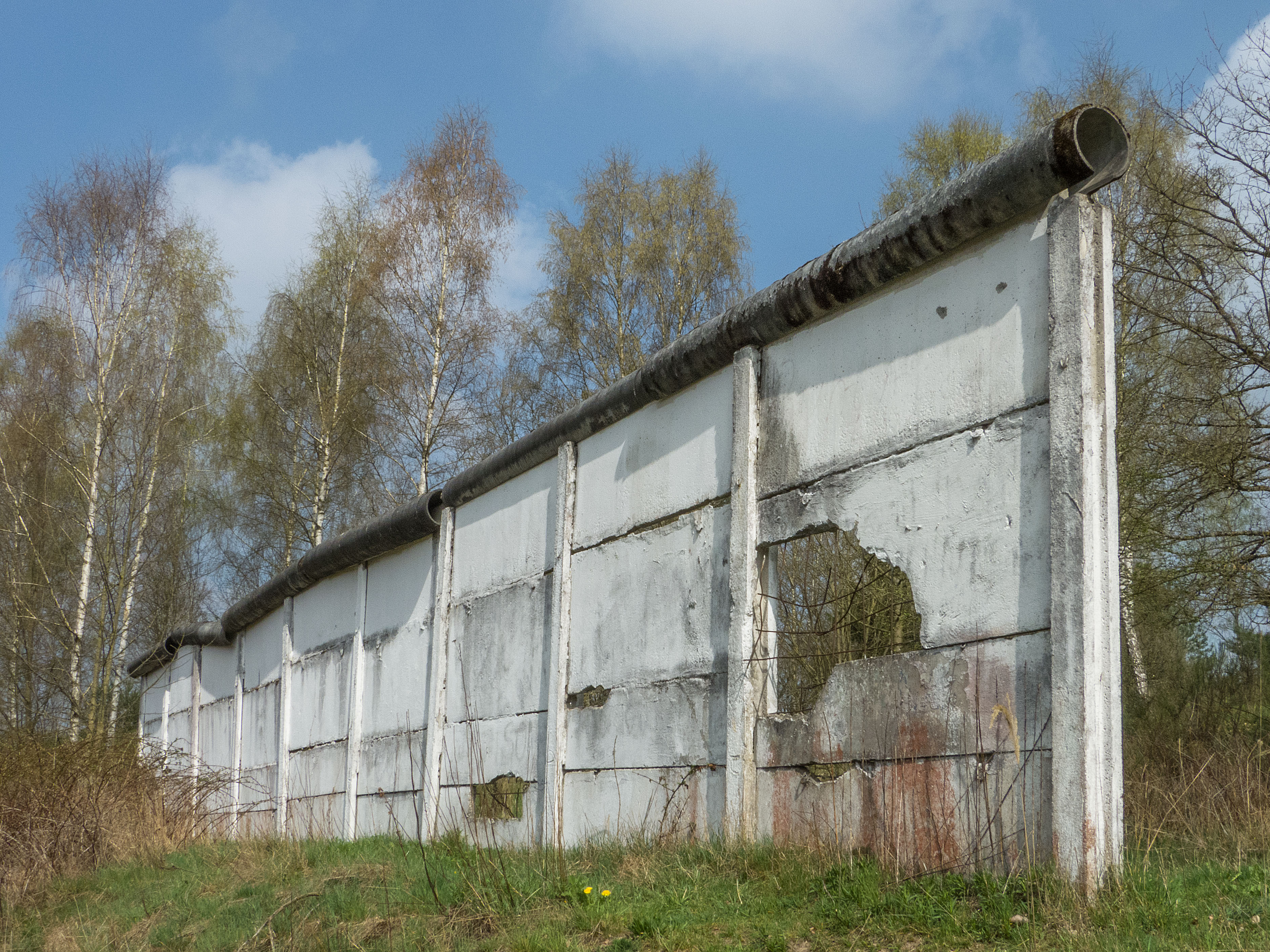
Mauerrest als Mahnmal

Das Grenzdenkmal Görsdorf umfasst einen Teilbereich der ehemaligen  innerdeutschen Grenze zwischen Thüringen und Bayern bei Görsdorf im Landkreis Sonneberg. Im Jahr 2005 wurden die Fragmente der DDR-Grenzsicherungsanlagen als Baudenkmal unter Denkmalschutz gestellt. Das Grenzdenkmal liegt unmittelbar an der Erlebnisstraße der deutschen Einheit.

## Geschichte
Der kleine Ort Görsdorf lag im 500-Meter-Sperrgebiet an der innerdeutschen Grenze. Die Sperrmaßnahmen wurden dort ab 1961 zunehmend verschärft und führten 1981 zum Bau einer etwa 3,5 Meter hohen Betonmauer, die vor allem als Sichtblende dienen sollte.
Nach der politischen Wende in der DDR wurden die Grenzsperranlagen auf dem Gebiet der DDR amtlich geräumt. Auf Intervention des damaligen Bürgermeisters von Görsdorf konnte ein Teilbereich der Grenzmauer vor dem Abriss gerettet werden. In den Folgejahren gerieten diese Reste der deutschen Teilung in Vergessenheit und wurden dem Verfall überlassen. Im Jahr 2004 pachtete die Familie Elke, Andreas und Manuel Erhard das gesamte Denkmalareal. Nach umfänglichen Sanierungen wurde das Grenzdenkmal bei Görsdorf im Jahr 2005 als Baudenkmal des Freistaates Thüringen unter staatlichen Denkmalschutz gestellt. Neben einem etwa 25 Meter langen Fragment mit neun Mauerfeldern sind noch der Spurensicherungsstreifen, Teile eines Kfz-Sperrgrabens sowie der Kolonnenweg erhalten. Das Grenzdenkmal befindet sich im ehemaligen Grenzabschnitt 50.
In den Hohlräumen der Betonstelen und Platten können Wildbienen und Schmetterlinge einer nahe gelegenen Ginsterheide leben und überwintern.
Die Trägerschaft über das Grenzdenkmal bei Görsdorf liegt beim Deutschen Kuratorium zur Förderung von Wissenschaft, Bildung und Kultur e. V.